# رضا عبده
رضا عبدُه (۴ اسفند ۱۳۴۱ - ۲۲ اردیبهشت ۱۳۷۴)، کارگردان نمایش و نمایشنامه‌نویس ایرانی - آمریکایی و فرزند علی عبده بنیانگذار باشگاه پرسپولیس بود که بخاطر تئاترهای تجربی-جنسی سنگینی که بیشتر در جاهای نامتعارفی مانند انبارها یا ساختمان‌های متروکه اجرا می‌کرد شناخته می‌شود. او در نمایش‌هایش با نگاهی امروزی، برداشت‌هایی از زیبایی‌شناختی تئاتر آوانگارد اروپا و آمریکا را با حساسیت‌های غالب در فرهنگ عامه، از جمله نمایش‌های تلویزیونی و پورنوگرافی، ترکیب می‌کرد.از وی نزدیک به ۲۱ نمایشنامه با مضامین جنسی و ۲۰ فیلم کوتاه باقی مانده‌است. عبده همجنس‌گرا بود. او در ۱۲ مه ۱۹۹۵ به دلیل بیماری ایدز درگذشت.

## زندگی و خانواده
رضا عبده، در زمستان سال ۱۳۴۱ از مادر و پدر ایرانی زاده شد. پدرش علی عبده، قهرمان سال‌های دور بوکس ایران و بسیار ثروتمند بود و روابط نزدیکی با دودمان پهلوی داشت. او در کودکی توسط پدرش مورد خشونت بدنی قرار می‌گرفت که این امر تأثیر عمیقی بر روی او باقی گذاشت. عبده در هفت سالگی همراه با خانواده اش ایران را ترک کرد و به انگلستان رفت. او در این سال برای نخستین‌بار نمایش «رؤیای شب نیمه تابستان» از شکسپیر با کارگردانی پیتر بروک را در لندن دید و شیفته تئاتر شد. در ۹ سالگی در سفری به ایران در جشن هنر شیراز با رابرت ویلسون آشنا شد و نقش بسیار کوچکی را در نمایش ۱۶۸ ساعته او بازی کرد.

## فعالیت حرفه‌ای
عبده در سن ۱۳ سالگی بر اثر خشونت‌های پدر از خانه فرار کرد و با یک زن نویسنده که ده سال از او بزرگتر بود همخانه شد. این زن او را به استفاده رضا از توانایی خیال‌پردازی خود تشویق می‌کرد. یکسال بعد، یعنی در سن ۱۴ سالگی در تئاتر ملی نوجوانان لندن نمایش پیر گینت از هنریک ایبسن را کارگردانی کرد. او همچنین چهار سال به عنوان بازیگر در تئاترهای خیابانی شرکت کرد. وی در سفر کوتاهی که به هند با رقص کاتاکالی (از مهم‌ترین و نمایشی‌ترین شاخه‌های رقص در تئاتر هند) آشنا شد و تحت تأثیر این رقص، یک نمایش خیابانی در لندن اجرا کرد.
او پس از تحصیل در دانشگاه ایالتی کالیفرنیا در لس آنجلس، کارگردانی آثار کلاسیک، از جمله شاه لیر، شاه ادیپوس و مده‌آ را در تئاترهای عمده لس آنجلس برعهده گرفت. در سال ۱۹۹۰ تئاتر «پدر مرد خاصی بود» را با بیش از ۵۰ هفنرور گروه «انگرده آرتس» در طول چهار بلوک از ناحیه میت‌پکینگ منهتن نیویورک اجرا کرد. در آن سال او همچنین نمایش «والتس هیپ هاپ اریدیس» را در کانون تئاتر لس آنجلس به روی صحنه برد. خود او این نمایش را واکنشی به سرکوب سیستماتیک و فرسایش آزادی نامید.
عبده در سال ۱۹۹۱ گروهی به نام «در آ لوز» (به انگلیسی: Dar A Luz) (به معنی حرکت از تاریکی به سوی روشنایی) تشکیل داد و چندین تئاتر را در نیویورک و لس آنجلس به روی صحنه برد. کارهایی مانند قانون باقی‌مانده (۱۹۹۲)، راست، سفید، تنگ (۱۹۹۳) و نقل قول‌هایی از یک شهر ویران (۱۹۹۴) که با همکاری برادرش سالار عبده نوشته شد. این تئاترها به گونه‌ای کابوس‌وار با استفاده از عناصر رسانه‌ای و قراردادهای تئاترهای مرکز شهر، مخاطبین را بمباران می‌کرد.
عبده همچنین فیلمی تجربی با الهام از داستان بوف کور صادق هدایت را با بازی شریک همجنس‌گرایش در سال ۱۹۹۲ و همچنین چندین ویدئوی کوتاه در فاصله سال‌های ۱۹۸۶ تا ۱۹۹۱ ساخت.

## درگذشت
او در ۱۲ می ۱۹۹۵ بر اثر عوارض بیماری ایدز درگذشت. جایزه‌ای ایالتی به نام بسی برای بهترین رقص‌نگاری و خلاقیت تئاتری که در سال ۱۹۹۶ یک سال پس از درگذشتش، به او تعلق گرفت.

## میراث
در سال ۲۰۱۷ مستندی ۱۰۴ دقیقه‌ای از رضا عبده به کارگردانی آدام ساچ ساخته شد. این مستند با مصاحبه با همکاران عبده به رشد او در جامعه تئاتری آمریکا می‌پردازد.